# Virgin Fugs
Virgin Fugs je třetí studiové album skupiny The Fugs. Album vyšlo v roce 1967 a obsahuje skladby, které byly nahrané při nahrávání jejich debutového alba The Fugs First Album.

## Seznam skladeb
| Strana 1 | Strana 1                         | Strana 1        | Strana 1 |
| Pořadí   | Název                            | Autor           | Délka    |
| -------- | -------------------------------- | --------------- | -------- |
| 1.       | We're the Fugs                   | Ed Sanders      | 1:09     |
| 2.       | New Amphetamine Shriek           | Peter Stampfel  | 2:18     |
| 3.       | Saran Wrap                       | Sanders         | 1:12     |
| 4.       | The Ten Commandments             | Tuli Kupferberg | 2:50     |
| 5.       | Hallucination Horrors            | Kupferberg      | 2:03     |
| 6.       | I Command the House of the Devil | Sanders         | 3:22     |

| Strana 2 | Strana 2                                  | Strana 2                                 | Strana 2 |
| Pořadí   | Název                                     | Autor                                    | Délka    |
| -------- | ----------------------------------------- | ---------------------------------------- | -------- |
| 1.       | CIA Man                                   | Kupferberg                               | 2:48     |
| 2.       | Coca Cola Douche                          | pravděpodobně Sanders, uveden Kupferberg | 1:35     |
| 3.       | My Bed Is Getting Crowded                 | Kupferberg                               | 2:30     |
| 4.       | Caca Rocka                                | Kupferberg                               | 2:30     |
| 5.       | I Saw the Best Minds of My Generation Rot | Allen Ginsberg, Sanders                  | 4:43     |

## Sestava
- Ed Sanders – zpěv
- Tuli Kupferberg – perkuse, zpěv
- Ken Weaver – konga, bicí, zpěv
- Steve Weber – kytara, zpěv
- Peter Stampfel – housle, harmonika, zpěv
- Vinny Leary – baskytara, kytara, zpěv
- John Anderson – baskytara, zpěv